# هيكتور منديز (ممثل)
هيكتور منديز (بالإسبانية: Héctor Méndez)‏ هو ممثل أرجنتيني، ولد في 1913 في الأرجنتين، وتوفي في 28 مارس 1980 في الأرجنتين.

## وصلات خارجية
- هيكتور منديز على موقع IMDb (الإنجليزية)
- هيكتور منديز على موقع قاعدة بيانات الفيلم (الإنجليزية)